# Palembéra
Palembéra est une localité du département de Tiankoura, dans la province du Bougouriba (région du Sud-Ouest) au Burkina Faso. En 2006, cette localité comptait 190 habitants dont 59,5% de femmes.